# Tanja Deman
Tanja Deman (Split, 1982.), hrvatska multimedijalna umjetnica. Radila je u mediju kompleksnih svjetlosnih instalacija, a vremenom se usmjerila na fotografiju, fotokolaž i film. Međunarodno je jedna najpoznatijih hrvatskih umjetnica mlađe generacije.

## Životopis
Rođena je 1982. u Splitu. Školovala se na Akademiji likovnih umjetnosti u Zagrebu. Diplomirala je 2006. godine na Odsjeku kiparstva. Dok je studirala i poslije studija pohađala brojne studijske i rezidencijalne boravke u inozemstvu, poput Indiana University of Pennsylvania u SAD-u, gdje se zainteresirala za rad sa svjetlom. 
Završila poslijediplomski studij Lens-based Media  na Piet Zwart Institute u Rotterdamu. Boravila je na rezidencijama u Beču, Johannesburgu, na Jersey otoku, Schwandorfu, Saarbrückenu i Linzu. Izlaže od 2000. godine. Skupno i samostalno je izlagala na više od 100 izložbi u Europi, Amerikama i Africi. Na više je međunarodnih festivala projicirala svoje video i filmske radove. Predaje o svome radu i sudjeluje u javnim diskusijama povodom različitih izložbi. Posljednjih je godina napravila više u formi serija, a druge u formi jednokratnih" mjestu-specifičnih instalacija u javnom prostoru s naglaskom na fotografiju, odnosno kolaž. Čest su joj motiv u radovima javni bazeni. Vrijedna je spomena monumentalna mjestu-specifična instalacija Sommerfreuden u Beču iz 2015. godine. To je reprodukcija fotokolaža kojom je omotan prvi bečki poslovni neboder Ringturm na obali rijeke Dunav. Fotokolaž se sastoji od skupa fotografija nastalih u Splitu na Poljudu, Brdima i Mertojaku.
Radi u mediju fotografije i videa, pri čemu "proučava psihologiju okoliša kroz djela arhitekture, krševite pejzaže te evociranje filmskih ambijenata, promatrajući dinamiku društveno-političkog urbanog prostora u kojem živimo, u odnosu na onu koji smo naslijedili". Članica je HULU Split.

## Nagrade
Nagrađivana je i od nagrada u Hrvatskoj ističe se Nagrada publike na izložbi T-HTnagrada@MSU.hr 2008. te ulazak u finale Nagrade Radoslav Putar iste godine.

## Vanjske poveznice
- Tanja Deman
- Suvremena hrvatska fotografija Tanja Deman